# Digital Print Order Format
DPOF (z ang. Digital Print Order Format) – format pozwalający użytkownikowi aparatu cyfrowego na zdefiniowanie, które ze zdjęć przechowywanych na karcie pamięci mają zostać wydrukowane wraz z różnymi informacjami dotyczącymi formatu papieru, kolejności zrobienia zdjęcia, tytuł zdjęcia itp.
DPOF zwykle składa się ze zbioru plików tekstowych umieszczonych w specjalnym katalogu na karcie pamięci. Opcja DPOF może zostać wywołana poprzez menu aparatu obsługującego ten format.